# Бауэр, Александр Фёдорович
Александр Фёдорович Бауэр (Бауер) (1852—?) — русский военный  деятель, генерал-лейтенант  (1910). Герой Первой мировой войны.

## Биография
Общее образование получил в Шавельской гимназии. В службу вступил 31 августа 1873 года юнкером рядового звания в Константиновское военное училище. По окончании училища в 1875 году выпущен прапорщиком в 29-ю артиллерийскую бригаду. В 1876 году произведён в подпоручики, в 1877 году в поручики , в 1880 году в штабс-капитаны, ротный командир Киевской и Варшавской крепостной артиллерии.
В 1887 году после окончания Николаевской академии Генерального штаба по I разряду произведён в капитаны Генерального штаба, старший адъютант штаба 21-й пехотной дивизии. С 30 июля 1891 года в прикомандировании в качестве преподавателя к Ставропольскому казачьему юнкерскому училищу. Произведён в подполковники (ст. 30.08.1891). С 1894 года штаб-офицер при управлении 3-й Кавказской пехотной резервной бригады. В 1895 году произведён в полковники. Цензовое командование батальоном отбывал в Сухумском резервном полку. С 1899 года начальник штаба 20-й пехотной дивизии. С 1902 года командир 196-го Заславского резервного пехотного полка. С 1903 года командир 258-го Сухумского резервного пехотного полка. 
В 1905 году произведён в генерал-майоры с назначением  командиром 2-й бригады 20-й пехотной дивизии. С 1906 года дежурный генерал штаба Кавказского военного округа. С 15 июня 1907 года комендант Михайловской крепости. 6 декабря 1910 года произведён в генерал-лейтенанты (ст. с 4.03.1911), с 1913 года комендант Свеаборгской крепости. С 1914 года участник Первой мировой войны. С 15 марта 1915 года начальник 20-й пехотной дивизии. С 1917 года находился в резерве чинов при штабе Московского военного округа.

Приказом по армии и флоту от 31 июля 1917 года за храбрость награждён Георгиевским оружием : 
Бывшему начальнику 20-й пехотной дивизии, ныне состоявшему в резерве чинов при штабе Московского военного округа генерал-лейтенанту Александру Бауеру, за то, чтов бою 26-го июля 1916 года у Киселина, когда 77-й пехотный Тенгинский полк, под сильным перекрёстным обстрелом неприятельских батарей, после выбытия из строя командира полка, его заместителя и многих офицеров, залег, вышел из окопов и, несмотря на сильнейший ружейный, пулемётный и артиллерийский огонь противника, встав впереди полка и увлекая своей неустрашимостью за собой передовые части, лично повёл полк в атаку и завладел окопами неприятеля, причём сам был тяжело ранен в ногу с раздроблением кости

## Награды
- Орден Святого Станислава 3-й степени (1889)
- Орден Святой Анны 3-й степени  (1893)
- Орден Святого Станислава 2-й степени (1898)
- Орден Святой Анны 2-й степени  (1901)
- Орден Святого Владимира 3-й степени с мечами  (1907; ВП 16.06.1916)
- Орден Святого Станислава 1-й степени (ВП 07.04.1910)
- Орден Святой Анны 1-й степени  (ВП 06.12.1913)
- Георгиевское оружие (ПАФ 31.07.1917)